# Francesc Lladós Pastallé
Francesc Lladós Pastallé   (Sant Feliu de Llobregat, 1929 - 8 de maig de 2019) va ser un mossèn i activista veïnal del barri de la Teixonera de Barcelona. Va rebre la Medalla d'Honor de Barcelona i dona nom a una plaça del barri de la Teixonera.
Nascut a Sant Feliu de Llobregat, amb la seva família va anar a viure a Tiana, on va entrar al Seminari Menor de la Conreria. Va ser vicari de diversos municipis fins que el 1961 esdevingué rector de la parròquia de Sant Cebrià de Barcelona. En aquesta etapa va fomentar l'associacionisme, un grup de gent jove i una coral, i va contribuir a la fundació de l'associació de veïns. Va promoure l'excursionisme familiar i va organitzar colònies pels infants del barri a Fustanyà. Els darrers anys va continuar duent a terme aquesta tasca com a rector a la parròquia de Sant Pius X del barri del Congrés. L'Arquebisbat de Barcelona va acceptar la seva jubilació canònica el juliol del 2011.
L'Ajuntament de Barcelona li va concedir la Medalla d'Honor de Barcelona el 2014 per la seva tasca en favor de la qualitat de vida dels veïns del barri de la Teixonera. En l'aprovació dels noms dels parcs i jardins del 2025 es va donar el seu nom a una plaça.